# Csót

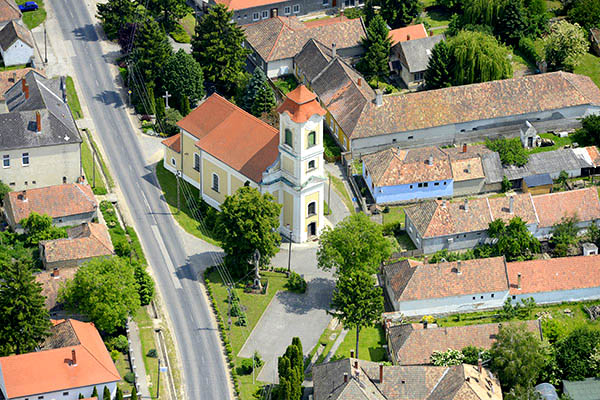
Csót

Csót – wieś na Węgrzech w powiecie Veszprém, w dystrykcie Pápa.
Miejscowość znajduje się około 9 km na północny wschód od Pápa, 23 km na południowy wschód od Tét i 30 km na południowy zachód od Pannonhalmy. W 2015 roku mieszkało tu 987 mieszkańców.
W Csót znajduje się kościół katolicki oraz kościół ewangelicki.
Podczas I wojny światowej, w 1915 r. na granicy wsi znajdował się obóz jeniecki, w którym przebywali Polacy – żołnierze armii rosyjskiej. Obóz upamiętnia muzeum we wsi. Po obozie zachował się cmentarz z 796 grobami zmarłych jeńców zlokalizowany na wzgórzu Kakukk.